# Светско првенство у снукеру
Светско првенство у снукеру је највреднији професионални турнир у снукеру како по традицији тако и по наградном фонду. Први шампион 1927. је био Џо Дејвис који је освојио овај турнир укупно петнаест пута. У модерној ери Стивен Хендри и Рони О'Саливан држе рекорд са седам титула. Следе га Стив Дејвис са шест титула.
Тренутни шампион је Џао Синтунг који је 2025. у финалу победио Марка Вилијамса резултатом 18:12.

## Победници

### Прваци по државама (модерна ера)
Закључно са СП 2025.
| Држава        | Играчи | Укупно | Прва титула | Последња титула |
| ------------- | ------ | ------ | ----------- | --------------- |
| Енглеска      | 11     | 27     | 1969.       | 2024.           |
| Шкотска       | 3      | 12     | 1990.       | 2011.           |
| Велс          | 3      | 10     | 1970.       | 2018.           |
| Северна Ирска | 2      | 3      | 1972.       | 1985.           |
| Аустралија    | 1      | 1      | 2010.       | 2010.           |
| Канада        | 1      | 1      | 1980.       | 1980.           |
| Ирска         | 1      | 1      | 1997.       | 1997.           |
| Белгија       | 1      | 1      | 2023.       | 2023.           |
| Кина          | 1      | 1      | 2025.       | 2025.           |

### Прваци по државама (укупно)
Закључно са СП 2025.
| Држава        | Играчи | Укупно | Прва титула | Последња титула |
| ------------- | ------ | ------ | ----------- | --------------- |
| Енглеска      | 14     | 58     | 1927.       | 2024.           |
| Шкотска       | 4      | 14     | 1947.       | 2011.           |
| Велс          | 3      | 10     | 1970.       | 2018.           |
| Северна Ирска | 2      | 3      | 1972.       | 1985.           |
| Аустралија    | 2      | 2      | 1952.       | 2010.           |
| Канада        | 1      | 1      | 1980.       | 1980.           |
| Ирска         | 1      | 1      | 1997.       | 1997.           |
| Белгија       | 1      | 1      | 2023.       | 2023.           |
| Кина          | 1      | 1      | 2025.       | 2025.           |